# Tuque Blanque
La tuque Blanque (en espagnol tuca Blanca) est un sommet des Pyrénées, situé sur la frontière franco-espagnole entre les Hautes-Pyrénées, en région Occitanie, et la province de Huesca dans la communauté d'Aragon, qui culmine à 2 766 ou 2 759 mètres d'altitude dans le massif du Vignemale.

## Toponymie
Tuque est un nom gascon dérivé de tuc qui signifie une hauteur, en général une butte ou une colline.

## Géographie
Elle est située entre le département des Hautes-Pyrénées en vallée de Saint-Savin, sur la commune de Cauterets dans la vallée du Marcadau, et la vallée de l'Ara en Espagne.

### Topographie
Elle est située au nord-est du pic Né et au sud-ouest du pic Alphonse-Meillon. Elle surplombe le cirque de l'Ara au sud, le lac d'Arratille, le lac Meillon et le vallon d'Arratille au nord.

### Hydrographie
Le sommet délimite la ligne de partage des eaux entre le bassin de la Garonne côté nord, qui se déverse dans l'Atlantique, et le bassin de l'Èbre, qui coule vers la Méditerranée côté sud.

## Voies d'accès
On y accède côté français au nord depuis le pont d'Espagne (1 520 m) et la vallée du Marcadau au fond de laquelle se trouve le refuge Wallon (1 865 m). De là on traverse le gave d'Arratille pour s'engager vers le lac d'Arratille (2 247 m) puis atteindre le vallon d'Arratille.

## Protection environnementale
Le pic est situé dans le parc national des Pyrénées.